# Почесні громадяни Маріуполя
Почесний громадянин Маріуполя — звання, яке присвоюється громадянам України або іноземним громадянам за особливі заслуги перед містом, за їх значний особистий внесок у зміцнення авторитету міста, його міжнародних зв'язків, особиста участь у забезпеченні збереження здоров'я жителів міста, видатні досягнення в науці, суспільно-політичному житті міста, розвитку культури, спорту.
Звання «Почесний громадянин міста Маріуполя» присвоюється за поданням міських і районних виконкомів, громадських організацій, трудових колективів підприємств, організацій, навчальних закладів. Імена почесних громадян міста Маріуполь заносяться в Почесну книгу міста Маріуполя, яка зберігається у виконкомі міської ради. Звання «Почесний громадянин міста Маріуполя» присвоюється рішенням міської ради народних депутатів.
Першим такого звання удостоївся Олександр Давидович Хараджаєв.
У 2007 році вийшла книга-довідник Миколи Рябченка «Почесні громадяни міста Маріуполя».
На той час у  Маріуполі нараховувалося 62 почесних громадянина.

## Список почесних громадян
| Почесні громадяни Маріуполя | Почесні громадяни Маріуполя       | Почесні громадяни Маріуполя           | Почесні громадяни Маріуполя | Почесні громадяни Маріуполя |
| --------------------------- | --------------------------------- | ------------------------------------- | --- | --------------------------- |
| №:                          | П. І. Б.                          | Дати життя                            | Діяльність, звання | Дата присвоєння             |
| 1.                          | Хараджаєв Олександр Давидович     | 15 жовтня 1826 — 6 червня 1894        | Купець першої гільдії, меценат, міський голова Маріуполя                                                                                                 |                             |
| 2.                          | Покришкін Олександр Іванович      | 6 березня 1913 — 13 листопада 1985    | Льотчик-винищувач; перший тричі Герой Радянського Союзу                                                                                                  | 23 серпня 1968              |
| 3.                          | Мачнєв Дмитро Костянтинович       | 1904 — 1987                           | Генерал-майор авіації | 16 квітня 1975              |
| 4.                          | Латишев Георгій Олександрович     | 1901 — 1977                           | Генерал-майор | 16 квітня 1975              |
| 5.                          | Гнений Петро Демидович            | 25 серпня 1920 — 29 квітня 2014       | Технолог обтискного цеху комбінату «Азовсталь», Герой Соціалістичної Праці.                                                                              | 16 квітня 1975              |
| 6.                          | Малокуцко Ілля Фопентійович       |                                       | Старший майстер механічного цеху комбінату ім. Ілліча | 16 квітня 1975              |
| 7.                          | Сичов Костянтин Васильович        | 1906 — 1982                           | Генерал-майор | 30 квітня 1980              |
| 8.                          | Лут Іван Андрійович               | 1910 — 12 листопада 1981              | Сталевар комбінату ім. Ілліча, Герой Соціалістичної Праці.                                                                                               | 30 квітня 1980              |
| 9.                          | Терентьєв Олександр Васильович    |                                       | Голова ради ветеранів комуністичної партії. | 21 жовтня 1981              |
| 10.                         | Горбань Григорій Якович           | 1 квітня 1932 — 18 червня 2000        | Сталевар мартенівського цеху комбінату «Азовсталь», двічі Герой Соціалістичної Праці.                                                                    | 21 жовтня 1981              |
| 11.                         | Бикова Ольга Іванівна             |                                       | Розвідниця 1-ї Української партизанської дивізії ім. Ковпака, оператор теплового пункту балонного цеху Жданівського металургійного комбінату ім. Ілліча. | 3 вересня 1987              |
| 12.                         | Коротка Марія Федосіївна          | 1 жовтня 1937                         | Майстер виробничого навчання середнього професійно-технічного училища № 1, Герой Соціалістичної Праці, Заслужений будівельник УРСР.                      | 3 вересня 1987              |
| 13.                         | Пригода Юрій Іванович             | 1 січня 1938 — 11 грудня 2002         | Старший оператор стану «3600» товстолистового цеху Жданівського металургійного комбінату «Азовсталь».                                                    | 3 вересня 1987              |
| 14.                         | Черноусов Олександр Гаврилович    |                                       | Колишній директор Жданівського судноремонтного заводу міністерства морського флоту СРСР, старший інженер другого відділу заводу.                         | 3 вересня 1987              |
| 15.                         | Четверіков Іван Миколайович       |                                       | Бригадир токарів механоскладального цеху Жданівського заводу технологічного обладнання, кавалер трьох орденів Трудової Слави.                            | 3 вересня 1987              |
| 16.                         | Карпов Володимир Федорович        | 4 листопада 1911 — 15 вересня 1987    | Директор виробничого об'єднання «Ждановтяжмаш», Герой Соціалістичної Праці.                                                                              | 3 вересня 1987              |
| 17.                         | Расчупкін Олександр Андрійович    |                                       | Контролер ВТК металургійного комбінату ім. Ілліча. | 3 вересня 1987              |
| 18.                         | Котанов Федір Євгенович           | 4 квітня 1914 — 15 вересня 1993       | Герой Радянського Союзу | 7 вересня 1987              |
| 19.                         | Дурум Микола Васильович           |                                       | ветеран праці | 21 жовтня 1987              |
| 20.                         | Величко Афанасій Петрович         |                                       | Ветеран комуністичної партії, кавалер ордена Леніна. | 27 жовтня 1987              |
| 21.                         | Синенко Пантелій Іванович         |                                       | Ветеран комуністичної партії, кавалер ордена Леніна. | 27 жовтня 1987              |
| 22.                         | Храмов Петро Георгійович          |                                       | Ветеран комуністичної партії, кавалер ордена Леніна. | 27 жовтня 1987              |
| 23.                         | Чибізов Анатолій Кузьмович        |                                       | Ветеран комуністичної партії, кавалер ордена Леніна. | 7 вересня 1988              |
| 24.                         | Яруцький Лев Давидович            | 16 листопада 1931 — 13 листопада 2002 | Краєзнавець, позаштатний кореспондент міської газети «Приазовский рабочий», викладач Маріупольського індустріального технікуму.                          | 20 червня 1989              |
| 25.                         | Ветліцина Віра Матвіївна          |                                       | Акушерка пологового відділення міськлікарні № 3. | 6 вересня 1989              |
| 26.                         | Колесник Анатолій Іванович        |                                       | Машиніст тепловоза локомотивного депо станції Маріуполь.                                                                                                 | 6 вересня 1989              |
| 27.                         | Паук Володимир Іванович           |                                       | Директор Маріупольського графітового заводу. | 6 вересня 1989              |
| 28.                         | Стариченко Степан Герасимович     |                                       | Член президії ради ветеранів війни та праці, депутат райради Жовтневого району міста Маріуполя.                                                          | 21 лютого 1990              |
| 29.                         | Тутов Афанасій Никифорович        |                                       | Учасник радянсько-німецької війни, кавалер орденів Вітчизняної війни, Червоної Зірки.                                                                    | 26 червня 1991              |
| 30.                         | Паскуале Сальвеміні               |                                       | Капітан лінійного судна «Міміно Дорма» (Італія). | 30 серпня 1991              |
| 31.                         | Головчанський Федір Максимович    |                                       | Учасник радянсько-німецької війни. | 27 листопада 1991           |
| 32.                         | Стрельцов Леонід Ілліч            |                                       | Член міської ради ветеранів війни та праці, керівник робочої групи зі створення Маріупольської міської книги пам'яті загиблих і зниклих безвісти.        | 2 вересня 1992              |
| 33.                         | Жуков Олександр Павлович          |                                       | Ветеран радянсько-німецької війни та праці | 2 вересня 1992              |
| 34.                         | Хорошун Микола Іванович           |                                       | Голова районної Ради ветеранів війни та праці. | 1 вересня 1993              |
| 35.                         | Мамай Василь Григорович           |                                       | Голова ради ветеранів війни та праці міської ради. | 1 вересня 1993              |
| 36.                         | Калятинський Леонід Іванович      |                                       | Голова Маріупольського міського Союзу ветеранів війни.                                                                                                   | 16 грудня 1994              |
| 37.                         | Веселов Олександр Митрофанович    |                                       | Колишній головний архітектор міста Маріуполя | 18 березня 1995             |
| 38.                         | Манусов Петро Маркович            |                                       | Голова первинної організації Спілки ветеранів війни міськвиконкому                                                                                       | 18 березня 1995             |
| 39.                         | Пірч Іван Прокопович              |                                       | Заслужений вчитель України. | 19 квітня 1995              |
| 40.                         | Олійник В'ячеслав Миколайович     | 27 квітня 1966                        | Майстер спорту України, чемпіон XXVI Олімпійських ігор.                                                                                                  | 28 вересня 1996             |
| 41.                         | Харабет Юхим Вікторович           | 29 липня 1929 — 8 березня 2004        | Заслужений діяч мистецтв України. | 28 вересня 1996             |
| 42.                         | Жежеленко Ігор Володимирович      | 11 квітня 1930 — 8 травня 2022        | Ректор Приазовського держуніверситету, доктор технічних наук, професор, заслужений діяч науки і техніки УРСР, академік АН Вищої школи України.           | 14 грудня 1996              |
| 43.                         | Константінос Стефанопулос         | 8 березня 1995 — 12 березня 2005      | Президент Греції | 13 грудня 1997              |
| 44.                         | Булянда Олександр Олексійович     | 3 червня 1937 — 10 травня 2006        | Генеральний директор комбінату «Азовсталь». | 24 вересня 1998             |
| 45.                         | Бойко Володимир Семенович         | 20 вересня 1938 — 10 червня 2015      | народний депутат України 4 скликання, голова правління — генеральний директор ВАТ «Маріупольський металургійний комбінат імені Ілліча».                  | 24 вересня 1998             |
| 46.                         | Патон Борис Євгенович             | 14 листопада 1918 — 19 серпня 2020    | Президент Академії наук України, директор Інституту електрозварювання ім. Є. О. Патона.                                                                  | 24 вересня 1998             |
| 47.                         | Кириченко Іван Георгійович        |                                       | Директор ПП «Торговий дім» Мортрейд". | 24 вересня 1998             |
| 48.                         | Каримов Ігор Каримович            | 1939 — 1998                           | Член виконкому Маріупольської міської ради. | 24 грудня 1998              |
| 49.                         | Проценко Аркадій Дмитрович        | 6 лютого 1931 — 7 лютого 2017         | Директор Палацу культури ВАТ Маріупольський металургійний комбінат «Азовсталь».                                                                          | 26 серпня 1999              |
| 50.                         | Сидоренко Олександр Олександрович | 27 травня 1960                        | Чемпіон ХХІІ Олімпійських ігор | 14 вересня 1999             |
| 51.                         | Балабанов Костянтин Васильович    | 4 жовтня 1949                         | Ректор Маріупольського державного гуманітарного університету.                                                                                            | 28 грудня 2000              |
| 52.                         | Капустин Євген Олександрович      | 1923                                  | Професор, доктор технічних наук. | 28 вересня 2000             |
| 53.                         | Чуєва Олександра Василівна        |                                       | Народний суддя | 12 квітня 2001              |
| 54.                         | Кречетов Геннадій Валентинович    |                                       | Заступник голови міськвиконкому. | 26 вересня 2001             |
| 55.                         | Войтенко Володимир Васильович     | 5 листопада 1924                      | Голова групи учасників визволення міста Маріуполя, член міської спілки ветеранів війни, «Відмінник народної освіти України».                             | 12 грудня 2002              |
| 56.                         | Фролов Юрій Михайлович            |                                       | Письменник | 27 січня 2004               |
| 57.                         | Лихачова Галина Олександрівна     | 9 червня 1934 — 21 вересня 2015       | Депутат міської ради, голова постійної комісії з науки, освіти, культури, помічник народного депутата України В. Бойко.                                  | 18 травня 2004              |
| 58.                         | Буров Сергій Давидович            | 28 червня 1937 — 21 квітня 2022       | Письменник, автор телепередачі «Маріуполь. Минуле». | 21 грудня 2004              |
| 59.                         | Папуш Іван Агафонович             | 25 червня 1924 — 9 лютого 2023        | Член національної Спілки журналістів України, ветеран радянсько-німецької війни, директор музею історії та етнографії греків Приазов'я.                  | 21 грудня 2004              |
| 60.                         | Зозуля А. М.                      |                                       | |                             |
| 61.                         | Савчук Олександр Володимирович    | 6 серпня 1954 — 11 листопада 2012     | |                             |
| 62.                         | Саєнко Рена Іллівна               | 31 грудня 1935 — 13 грудня 2006       | Старший науковий співробітник Маріупольського краєзнавчого музею.                                                                                        | 2007                        |
| 63.                         | Чепурной Анатолій Данилович       |                                       | |                             |
| 64.                         | Каролос Папульяс                  | 4 червня 1929 — 26 грудня 2021        | Президент Греції |                             |
| 65.                         | Бондаренко Леонід Іванович        | 23 березня 1929 — 30 грудня 2015      | | 27 жовтня 2009              |
| 66.                         | Зусін Володимир Якович            |                                       | | 24 червня 2008              |
| 67.                         | Бубнов Валерій Михайлович         |                                       | Генеральний конструктор-директор ТОВ «ГСКБВ», доктор технічних наук, професор, член-кореспондент міжнародної та української інженерної академій          | 2010                        |
| 68.                         | Білецький Андрій Євгенійович      | 5 серпня 1979                         | 1-й командир БПСМОП «Азов» | 2014                        |
| 69.                         | Троян Вадим Анатолійович          | 12 вересня 1979                       | начальник штабу батальйону «Азов» | 2014                        |
| 70.                         | Михайленко Ігор Володимирович     | 19 лютого 1988                        | 2-й командир полку «Азов» | 2014                        |
| 71.                         | Самофалов Микола Миколайович      | 19 грудня 1990 — 31 серпня 2014       | доброволець батальйону «Азов» | 30 червня 2015              |